# (2782) Leonidas
(2782) Leonidas (2605 P-L) – planetoida z pasa głównego asteroid okrążająca Słońce w ciągu 4,39 lat w średniej odległości 2,68 j.a. Odkryta 24 września 1960 roku.